# Єпитрахиль

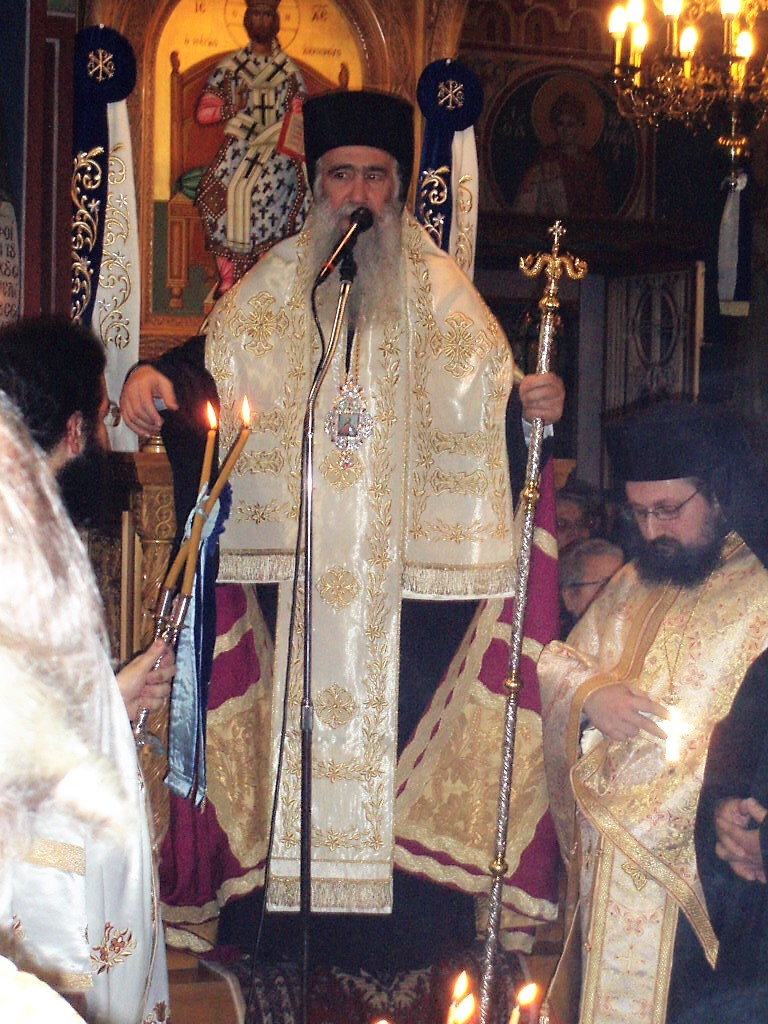
Православний єпископ в єпитрахилі і малому омофорі

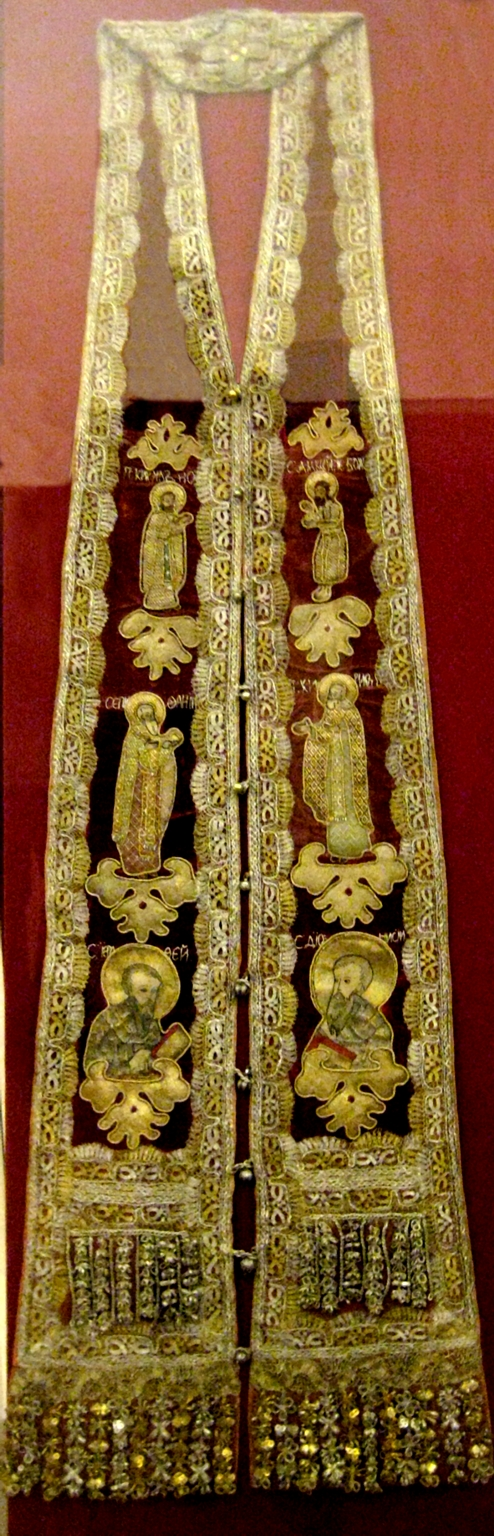
Єпитрахиль з шиттям XVI століття

Єпитрахи́ль (варіанти написання «єпітрахиль», «єпітрахіль»), діал. зах. попи́нка (грец. επιτραχηλιον — «те, що навколо шиї») — приналежність богослужбового облачення православного священника і єпископа — довга стрічка, що огинає шию і обома кінцями спускається на груди.
Відповідником єпитрахилі в католицькій церкві є стола.

## Опис
Спочатку єпитрахиллю був дияконський орар, який на знак подвійних (порівняно з дияконом) благодатних дарувань при хіротонії диякона в ієрея, складали удвоє, перекладаючи другим кінцем зі спини на груди. Згодом обидва кінці єпитрахилі стали спереду скріплювати ґудзиками.
Єпитрахиль надівають поверх підризника (у повному облаченні) або ряси (у малому). Символізує благодатні дарування ієрея як священнослужителя. Архієрей носить єпитрахиль на знак збереження ієрейських благодатних дарувань. Без єпитрахилі священик і єпископ не можуть правити жодної служби. У крайніх випадках (наприклад, в умовах гонінь на Церкву, а також якщо священик перебуває в ув'язненні) заміною єпитрахилі може послугувати будь-який довгий шматок матерії або мотузки, благословенний як єпитрахиль. Згодом такий благословенний предмет слід використовувати тільки як єпитрахиль або спалити.
Спереду на єпитрахиль нашивають три пари хрестів на обох її половинах. Це символізує, що ієрей може здійснювати шість церковних таїнств, сьомий хрест нашитий на тій частині єпитрахилі, що знаходиться на шиї: це символізує, що священик прийняв своє священство від єпископа і підвладний йому, а також те, що він несе на собі тягар служіння Христу.
У єпископському (архієрейському) облаченні єпитрахиль надівається на підризник під сакос.
М. В. Гоголь описує єпитрахиль як «не звичайний однораменний орар, а двораменний, що, обіймаючи його шию і покриваючи обидва рамена, з'єднується двома кінцями на грудях… і так спадає до самого низу його одежі… й самим способом одягання (згори через голову, навколо шиї, на рамена) знаменує сходження з висот благодати на священника, тому й супроводжується зодягання ієрея величними словами Писання: „Благословенний Бог, що зливає благодать свою на священиків своїх, як миро на голові, що спливає на бороду Арона, що спливає на краї одежі його“ (Пс. 132:2).
Єпитрахиль оздоблена гаптованим орнаментом з нашитими спереду трьома парами хрестів на двох половинах, які символізують шість Святих Таїнств, які може вершити священик. Сьомий хрест, який нашивається на тій частині єпитрахилі, яка облягає шию, символізує те, що священник прийняв священство від єпископа, підвладний йому і служить Христу».